# NHL Entry Draft 1988
Der NHL Entry Draft 1988 fand am 11. Juni 1988 im Forum de Montréal in Montréal in der kanadischen Provinz Québec statt. Bei der 26. Auflage des NHL Entry Draft wählten die Teams der National Hockey League (NHL) in zwölf Runden insgesamt 252 Spieler aus. Als First Overall Draft Pick wurde der US-amerikanische Center Mike Modano von den Minnesota North Stars ausgewählt. Auf den Positionen zwei und drei folgten Trevor Linden für die Vancouver Canucks und Curtis Leschyshyn für die Nordiques de Québec. Die Reihenfolge des Drafts ergab sich aus der umgekehrten Abschlusstabelle der abgelaufenen Spielzeit 1987/88, wobei die Playoff-Teams nach den Mannschaften an der Reihe waren, die die Playoffs verpasst hatten.
Der Entry Draft 1988 wird rückblickend als einer der stärksten Jahrgänge der NHL-Historie bewertet. Mit Mike Modano, Jeremy Roenick, Teemu Selänne, Mark Recchi und Rob Blake brachte er bisher fünf Hall-of-Fame-Mitglieder hervor, während neben Modano, Roenick, Selänne und Recchi auch Rod Brind’Amour und Alexander Mogilny den Meilenstein von 1000 Scorerpunkten erreichten. Zu weiteren namhaften Spielern gehören unter anderem Martin Gélinas, Tie Domi, Tony Amonte, Joé Juneau, Dmytro Chrystytsch, Waleri Kamenski, Marty McInnis, Bret Hedican sowie Alexei Gussarow.

## Draftergebnis

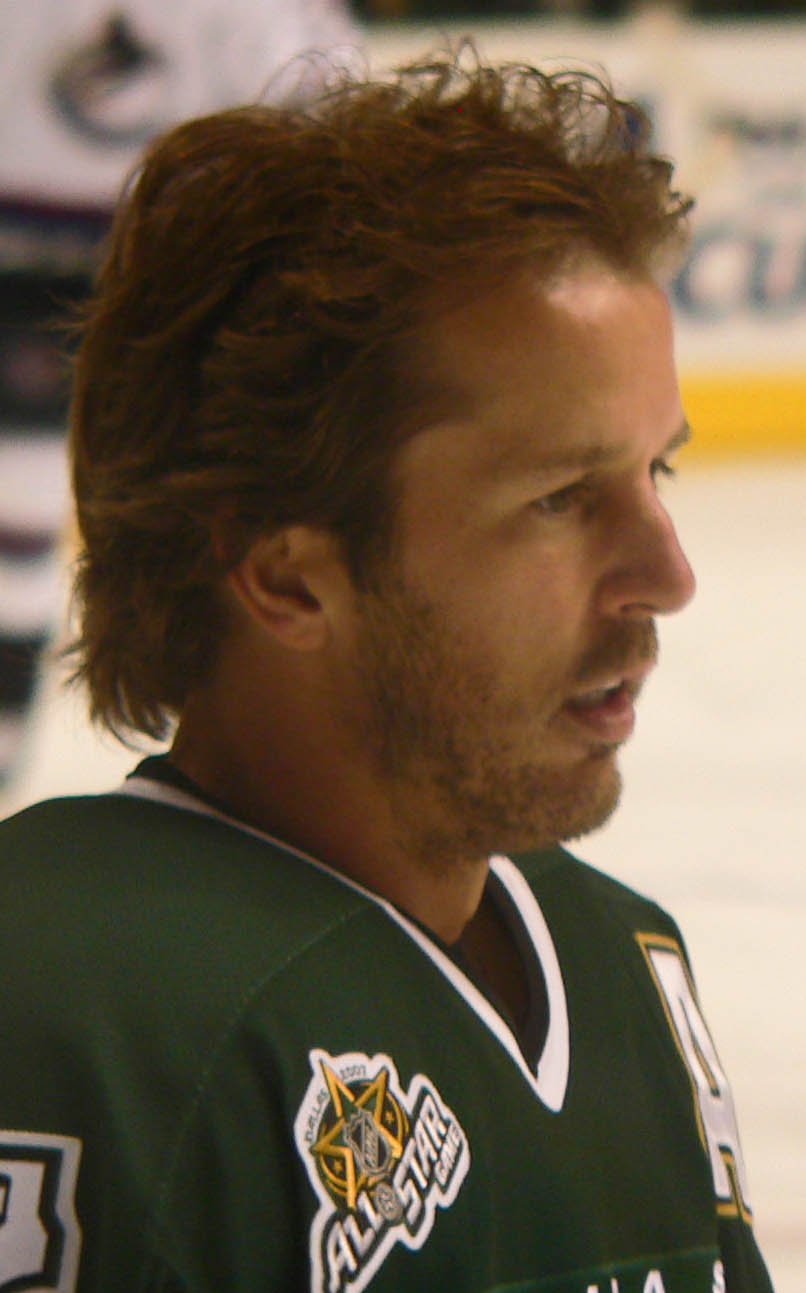
Mike Modano, gewählt an Position 1

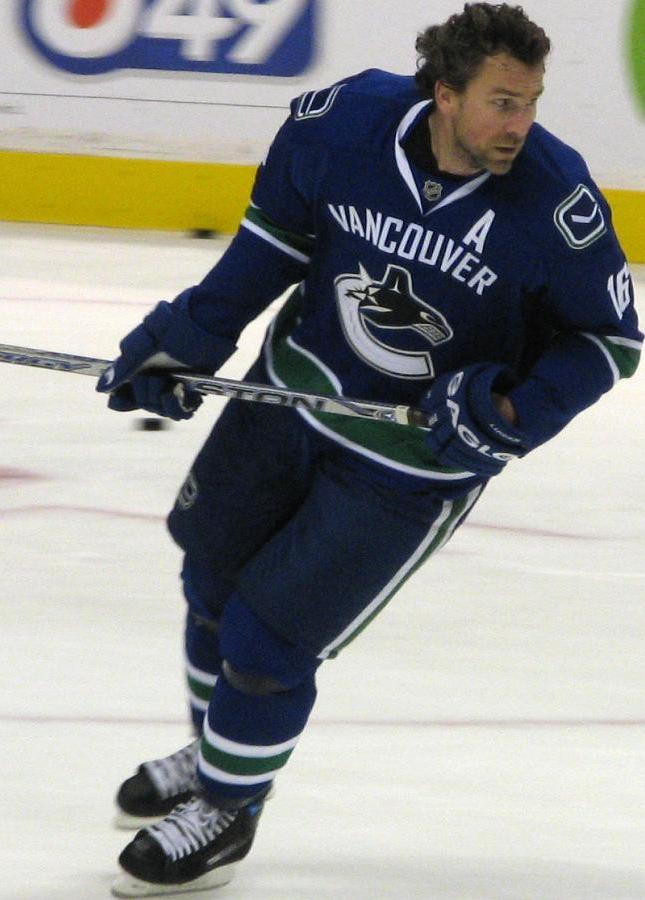
Trevor Linden, gewählt an Position 2

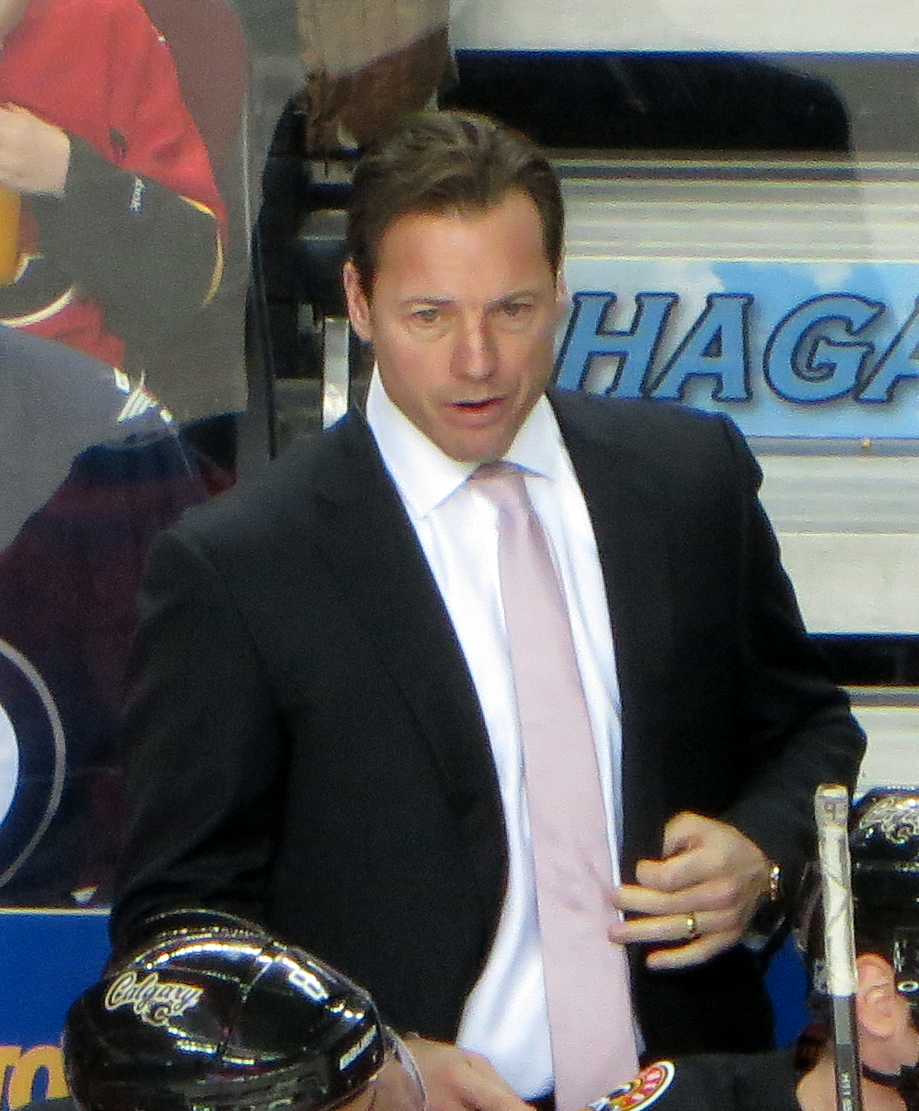
Martin Gélinas, gewählt an Position 7

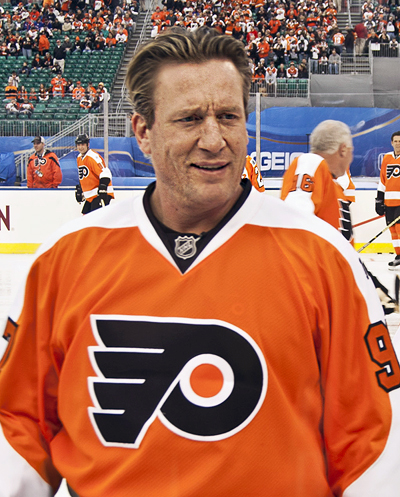
Jeremy Roenick, gewählt an Position 8

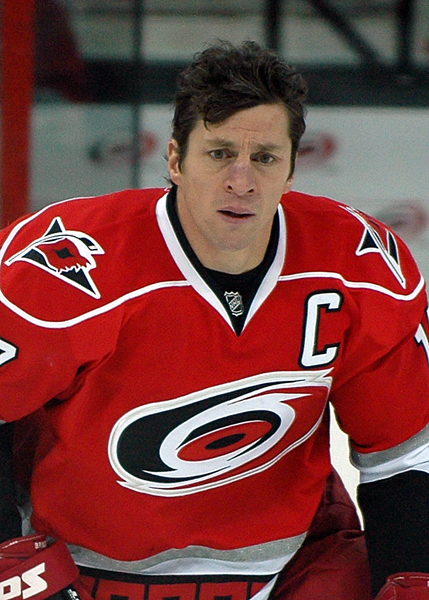
Rod Brind’Amour, gewählt an Position 9

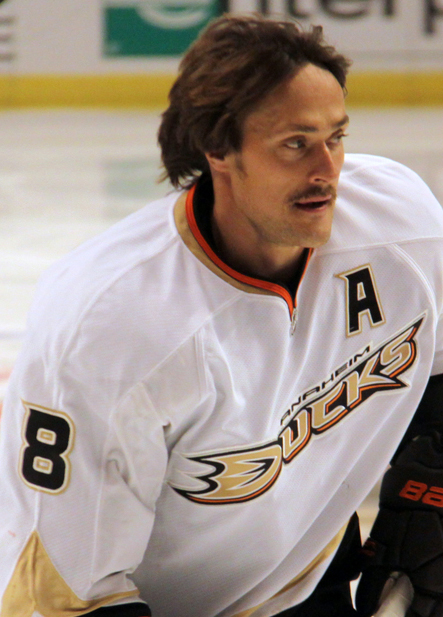
Teemu Selänne, gewählt an Position 10

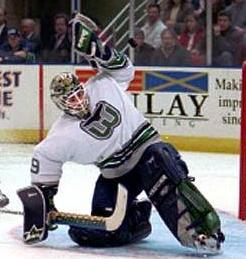
Jason Muzzatti, gewählt an Position 21

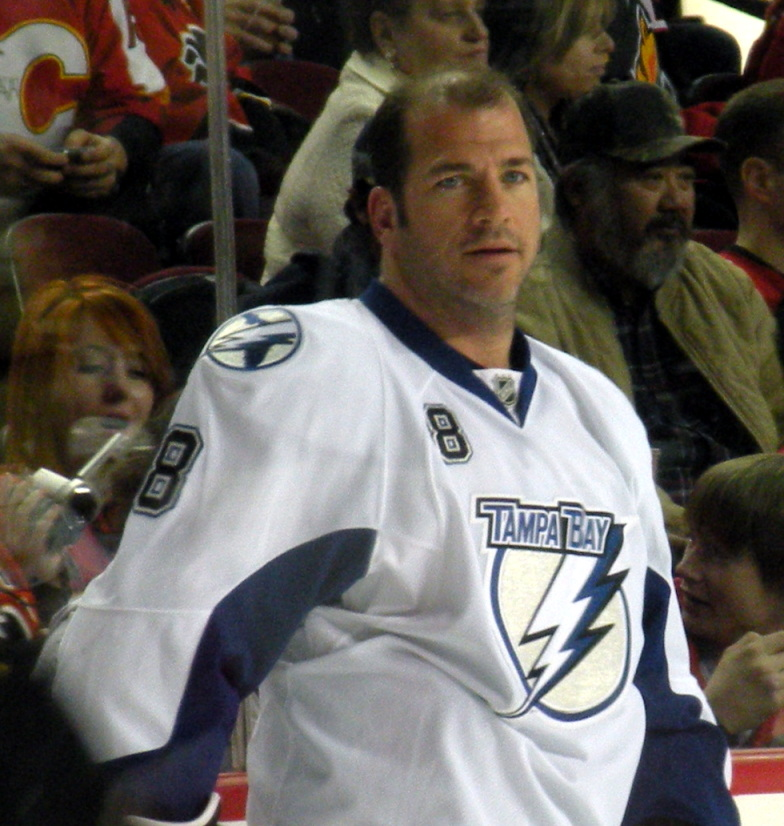
Mark Recchi, gewählt an Position 67

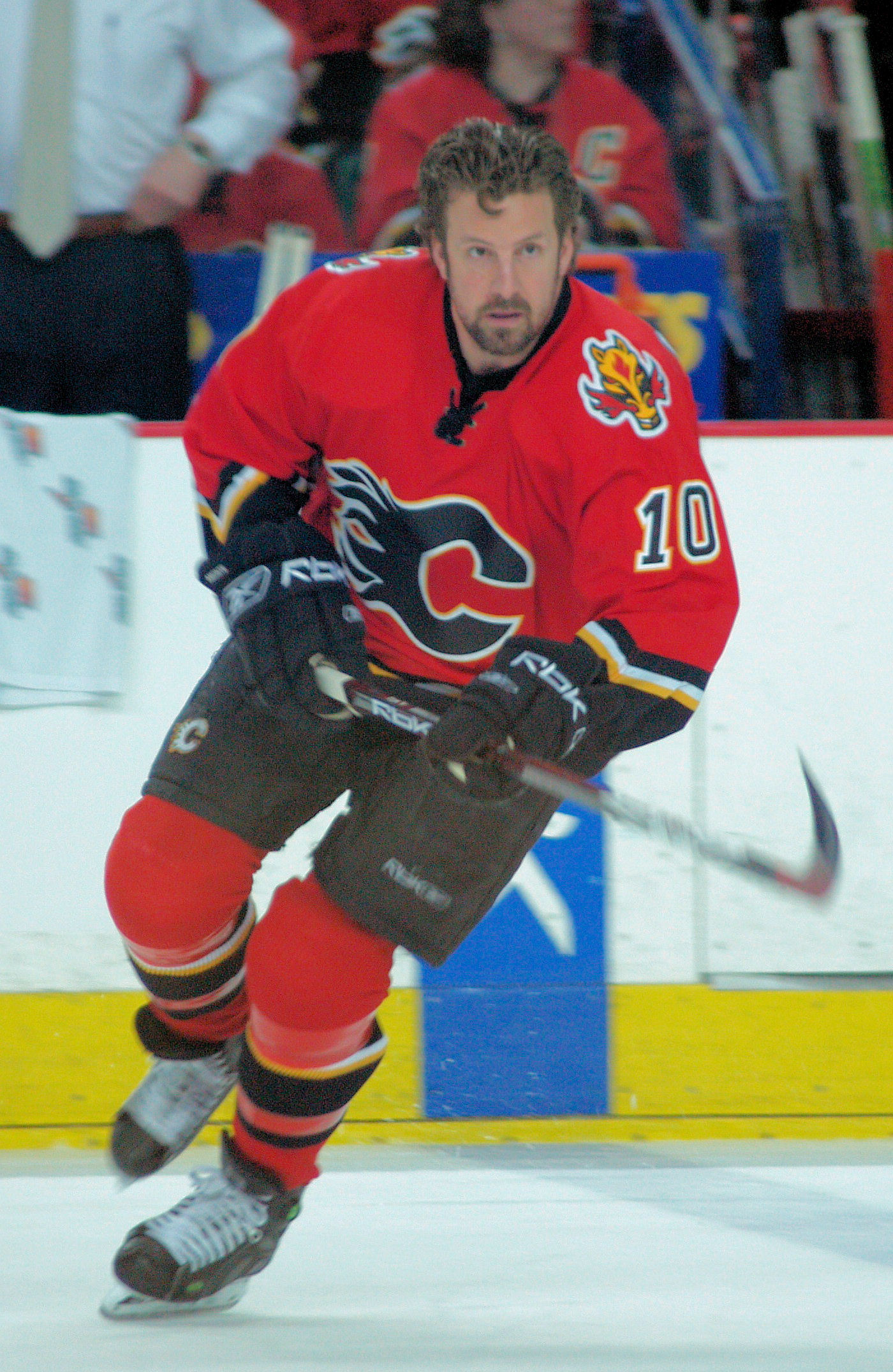
Tony Amonte, gewählt an Position 68

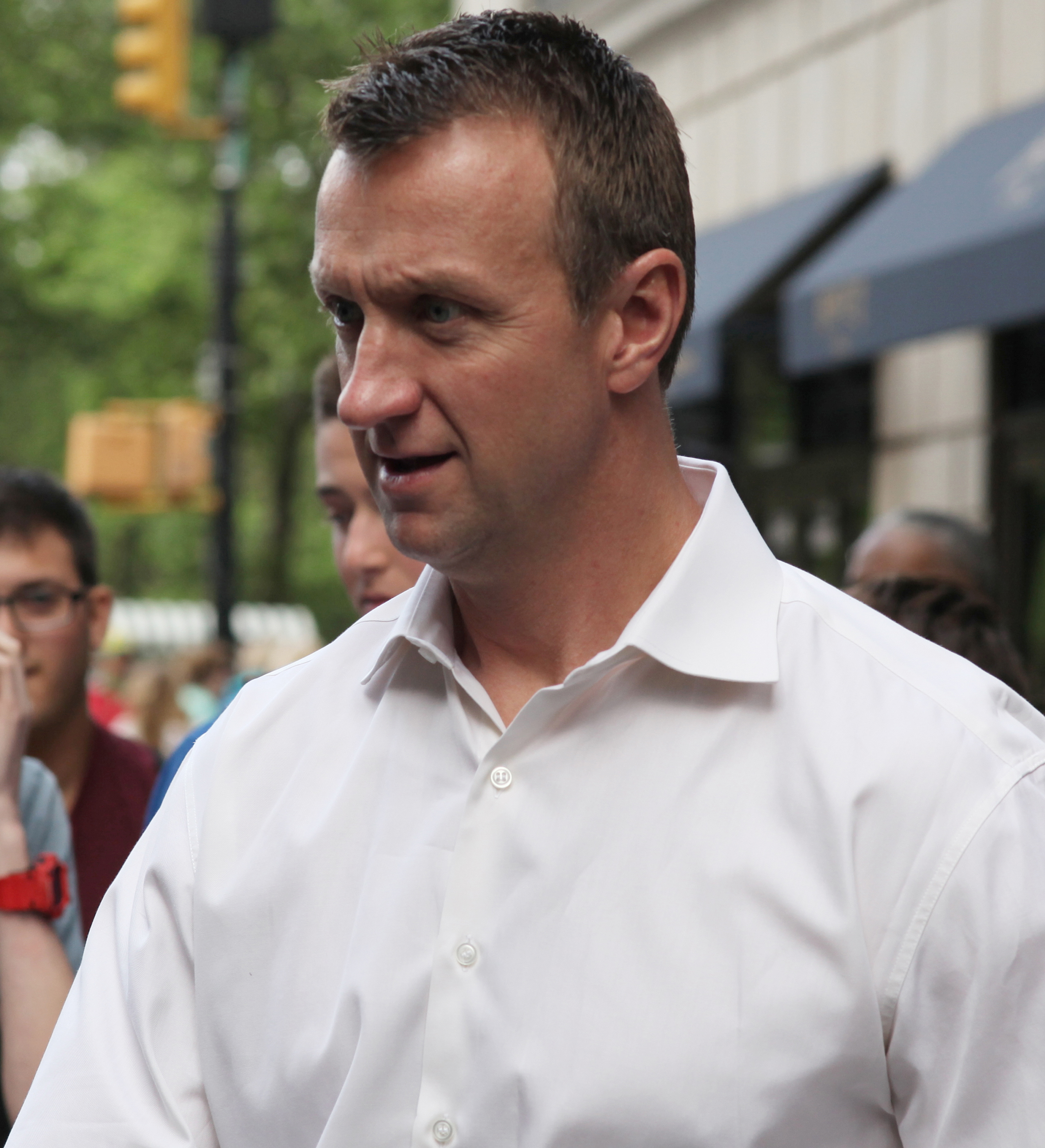
Rob Blake, gewählt an Position 70

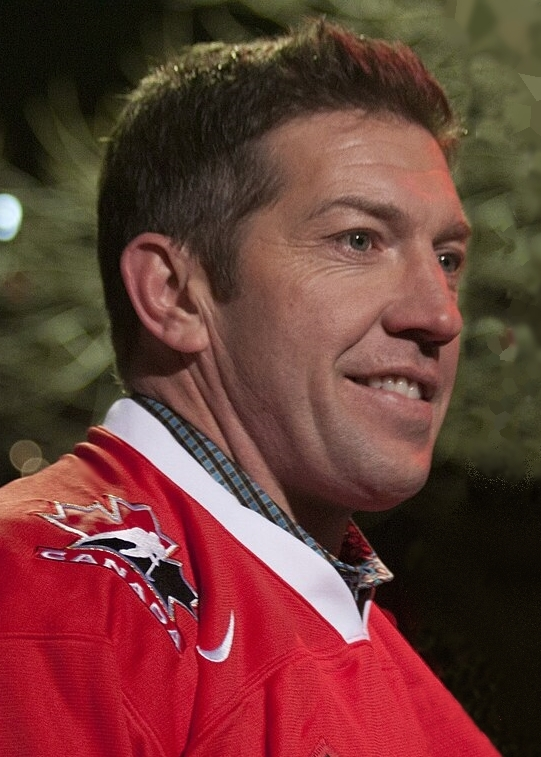
Sheldon Kennedy, gewählt an Position 80

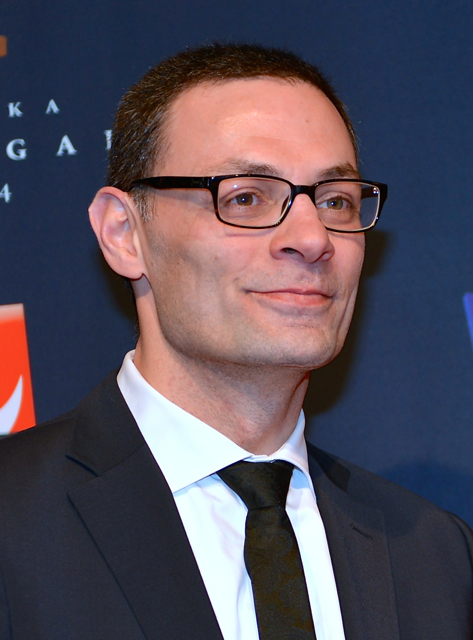
Peter Popovic, gewählt an Position 93

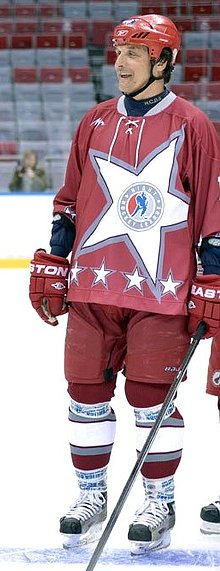
Waleri Kamenski, gewählt an Position 129

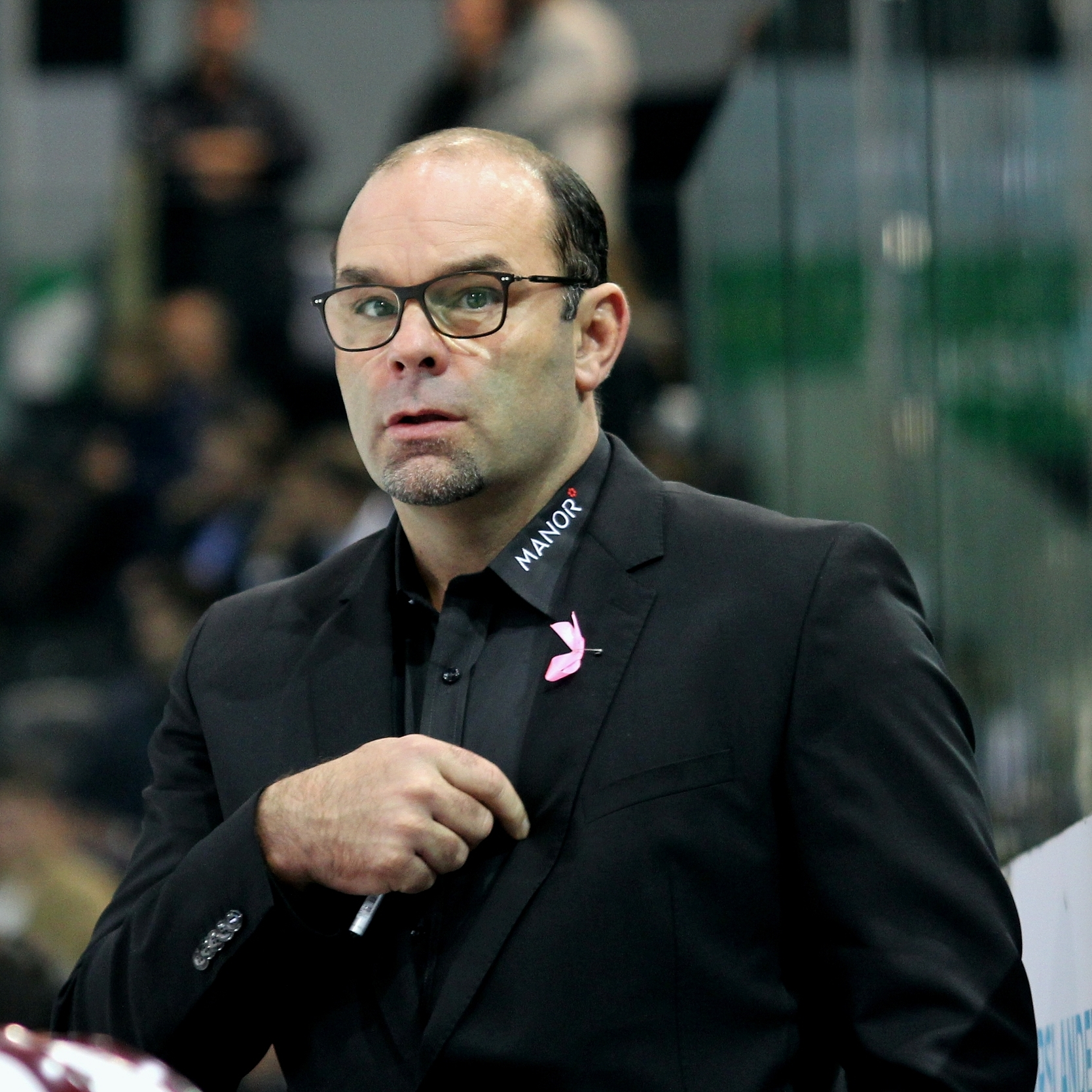
Craig Woodcroft, gewählt an Position 134

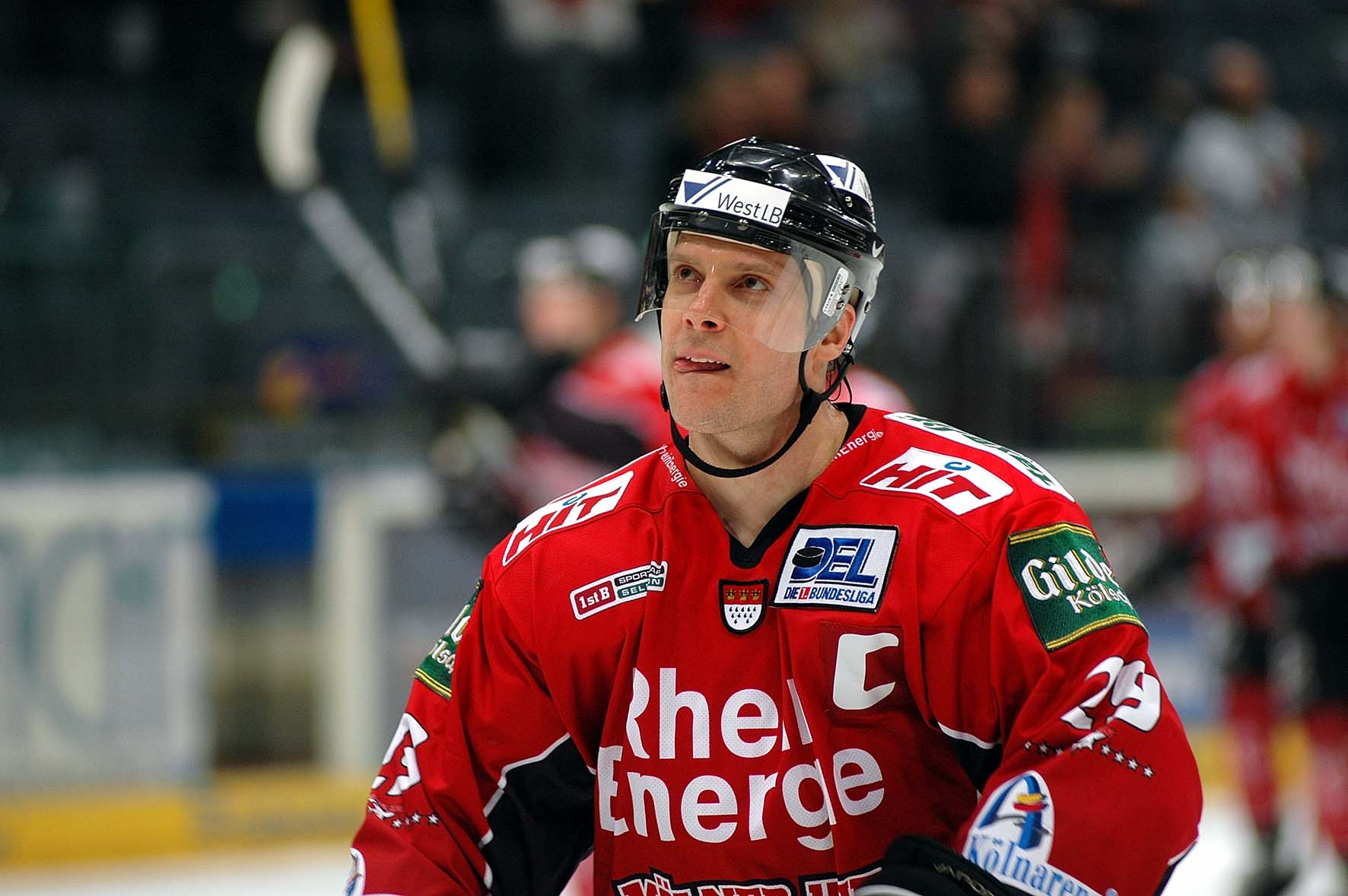
Brad Schlegel, gewählt an Position 144

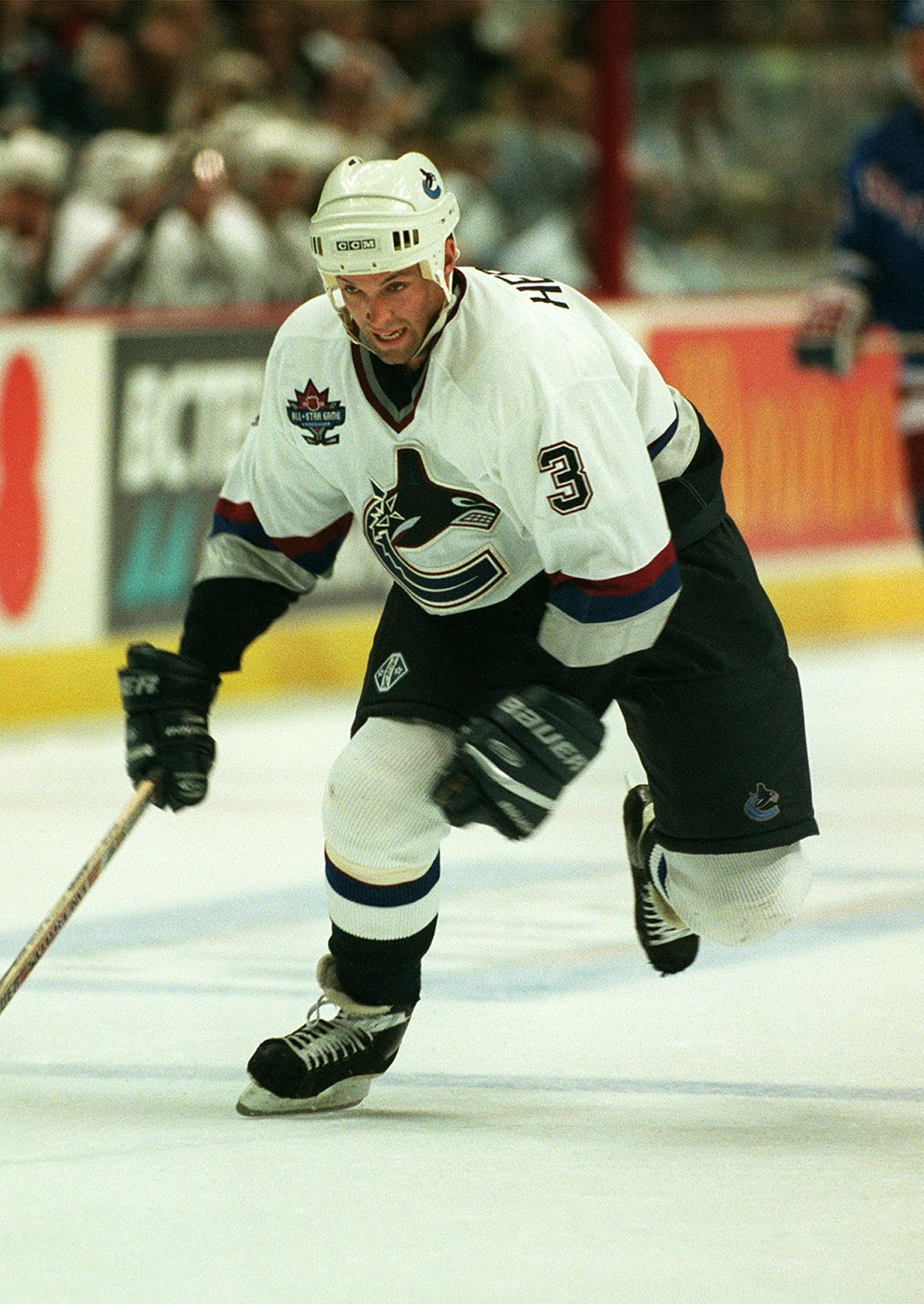
Bret Hedican, gewählt an Position 198

| Inhaltsverzeichnis Runde 1 \| Runde 2 \| Runde 3 \| Runde 4 \| Runde 5 \| Runde 6 \| Runde 7 \| Runde 8 \| Runde 9 \| Runde 10 \| Runde 11 \| Runde 12 |

Abkürzungen:
Position mit C = Center, LW = linker Flügel, RW = rechter Flügel, D = Verteidiger, G = Torwart
Farblegende:
 = Spieler, die in die Hockey Hall of Fame aufgenommen wurden

### Runde 1
| #   | Spieler            | Nationalität       | Position | NHL-Team                                   | College-/Junioren-/Profi-Team             |
| --- | ------------------ | ------------------ | -------- | ------------------------------------------ | ----------------------------------------- |
| 1.  | Mike Modano        | Vereinigte Staaten | C        | Minnesota North Stars                      | Prince Albert Raiders (WHL)               |
| 2.  | Trevor Linden      | Kanada             | C        | Vancouver Canucks                          | Medicine Hat Tigers (WHL)                 |
| 3.  | Curtis Leschyshyn  | Kanada             | D        | Nordiques de Québec                        | Saskatoon Blades (WHL)                    |
| 4.  | Darrin Shannon     | Kanada             | LW       | Pittsburgh Penguins                        | Windsor Compuware Spitfires (OHL)         |
| 5.  | Daniel Doré        | Kanada             | RW       | Nordiques de Québec (von New York Rangers) | Voltigeurs de Drummondville (LHJMQ)       |
| 6.  | Scott Pearson      | Kanada             | LW       | Toronto Maple Leafs                        | Kingston Canadians (OHL)                  |
| 7.  | Martin Gélinas     | Kanada             | LW       | Los Angeles Kings                          | Olympiques de Hull (LHJMQ)                |
| 8.  | Jeremy Roenick     | Vereinigte Staaten | C        | Chicago Blackhawks                         | Thayer Academy (US High School)           |
| 9.  | Rod Brind’Amour    | Kanada             | C        | St. Louis Blues                            | Notre Dame Academy (Canadian High School) |
| 10. | Teemu Selänne      | Finnland           | RW       | Winnipeg Jets                              | Jokerit Helsinki (I-divisioona)           |
| 11. | Chris Govedaris    | Kanada             | LW       | Hartford Whalers                           | Toronto Marlboros (OHL)                   |
| 12. | Corey Foster       | Kanada             | D        | New Jersey Devils                          | Peterborough Petes (OHL)                  |
| 13. | Joel Savage        | Kanada             | RW       | Buffalo Sabres                             | Victoria Cougars (WHL)                    |
| 14. | Claude Boivin      | Kanada             | LW       | Philadelphia Flyers                        | Voltigeurs de Drummondville (LHJMQ)       |
| 15. | Reggie Savage      | Kanada             | RW       | Washington Capitals                        | Tigres de Victoriaville (LHJMQ)           |
| 16. | Kevin Cheveldayoff | Kanada             | D        | New York Islanders                         | Brandon Wheat Kings (WHL)                 |
| 17. | Kory Kocur         | Kanada             | RW       | Detroit Red Wings                          | Saskatoon Blades (WHL)                    |
| 18. | Robert Cimetta     | Kanada             | LW       | Boston Bruins                              | Toronto Marlboros (OHL)                   |
| 19. | François Leroux    | Kanada             | D        | Edmonton Oilers                            | Castors de Saint-Jean (LHJMQ)             |
| 20. | Éric Charron       | Kanada             | D        | Canadiens de Montréal                      | Draveurs de Trois-Rivières (LHJMQ)        |
| 21. | Jason Muzzatti     | Kanada             | G        | Calgary Flames                             | Michigan State University (NCAA)          |

### Runde 2
| #   | Spieler          | Nationalität       | Position | NHL-Team                                                            | College-/Junioren-/Profi-Team            |
| --- | ---------------- | ------------------ | -------- | ------------------------------------------------------------------- | ---------------------------------------- |
| 22. | Troy Mallette    | Kanada             | LW       | New York Rangers (von Minnesota North Stars)                        | Sault Ste. Marie Greyhounds (OHL)        |
| 23. | Jeff Christian   | Kanada             | LW       | New Jersey Devils (von Vancouver Canucks)                           | London Knights (OHL)                     |
| 24. | Stéphane Fiset   | Kanada             | G        | Nordiques de Québec                                                 | Tigres de Victoriaville (LHJMQ)          |
| 25. | Mark Major       | Kanada             | LW       | Pittsburgh Penguins                                                 | North Bay Centennials (OHL)              |
| 26. | Murray Duval     | Kanada             | D        | New York Rangers                                                    | Spokane Chiefs (WHL)                     |
| 27. | Tie Domi         | Kanada             | RW       | Toronto Maple Leafs                                                 | Peterborough Petes (OHL)                 |
| 28. | Paul Holden      | Kanada             | D        | Los Angeles Kings                                                   | London Knights (OHL)                     |
| 29. | Wayne Doucet     | Kanada             | LW       | New York Islanders (von Chicago Blackhawks)                         | Hamilton Steelhawks (OHL)                |
| 30. | Adrien Plavsic   | Kanada             | D        | St. Louis Blues                                                     | University of New Hampshire (NCAA)       |
| 31. | Russ Romaniuk    | Kanada             | LW       | Winnipeg Jets                                                       | St. Boniface Saints (MJHL)               |
| 32. | Barry Richter    | Vereinigte Staaten | D        | Hartford Whalers                                                    | Culver Military Academy (US High School) |
| 33. | Leif Rohlin      | Schweden           | D        | Vancouver Canucks (von New Jersey Devils)                           | Västerås IK (Division 1)                 |
| 34. | Martin St. Amour | Kanada             | LW       | Canadiens de Montréal (von Buffalo Sabres)                          | Canadien junior de Verdun (LHJMQ)        |
| 35. | Pat Murray       | Kanada             | LW       | Philadelphia Flyers                                                 | Michigan State University (NCAA)         |
| 36. | Tim Taylor       | Kanada             | C        | Washington Capitals                                                 | London Knights (OHL)                     |
| 37. | Sean LeBrun      | Kanada             | LW       | New York Islanders                                                  | New Westminster Bruins (WHL)             |
| 38. | Serge Anglehart  | Kanada             | D        | Detroit Red Wings                                                   | Voltigeurs de Drummondville (LHJMQ)      |
| 39. | Petro Koivunen   | Finnland           | RW       | Edmonton Oilers (von Boston Bruins)                                 | Kiekko-Espoo U20 (A-nuorten SM-sarja)    |
| 40. | Link Gaetz       | Kanada             | D        | Minnesota North Stars (von Edmonton Oilers)                         | Spokane Chiefs (WHL)                     |
| 41. | Wade Bartley     | Kanada             | D        | Washington Capitals (von Canadiens de Montréal via St. Louis Blues) | Dauphin Kings (MJHL)                     |
| 42. | Todd Harkins     | Vereinigte Staaten | C        | Calgary Flames                                                      | Miami University (NCAA)                  |

### Runde 3
| #   | Spieler             | Nationalität       | Position | NHL-Team                                        | College-/Junioren-/Profi-Team          |
| --- | ------------------- | ------------------ | -------- | ----------------------------------------------- | -------------------------------------- |
| 43. | Shaun Kane          | Vereinigte Staaten | D        | Minnesota North Stars                           | Springfield Olympics (NEJHL)           |
| 44. | Dane Jackson        | Kanada             | RW       | Vancouver Canucks                               | Vernon Lakers (BCJHL)                  |
| 45. | Petri Aaltonen      | Finnland           | RW       | Nordiques de Québec                             | HIFK Helsinki U20 (A-nuorten SM-sarja) |
| 46. | Neil Carnes         | Vereinigte Staaten | C        | Canadiens de Montréal (von Pittsburgh Penguins) | Canadien junior de Verdun (LHJMQ)      |
| 47. | Guy Dupuis          | Kanada             | D        | Detroit Red Wings (von New York Rangers)        | Olympiques de Hull (LHJMQ)             |
| 48. | Peter Ing           | Kanada             | G        | Toronto Maple Leafs                             | Windsor Compuware Spitfires (OHL)      |
| 49. | John Van Kessel     | Kanada             | RW       | Los Angeles Kings                               | North Bay Centennials (OHL)            |
| 50. | Trevor Dam          | Kanada             | RW       | Chicago Blackhawks                              | London Knights (OHL)                   |
| 51. | Rob Fournier        | Kanada             | G        | St. Louis Blues                                 | North Bay Centennials (OHL)            |
| 52. | Stéphane Beauregard | Kanada             | G        | Winnipeg Jets                                   | Castors de Saint-Jean (LHJMQ)          |
| 53. | Trevor Sim          | Kanada             | C        | Edmonton Oilers (von Hartford Whalers)          | Seattle Thunderbirds (WHL)             |
| 54. | Zdeno Cíger         | Tschechoslowakei   | LW       | New Jersey Devils                               | Dukla Trenčín (1. Liga)                |
| 55. | Darcy Loewen        | Kanada             | LW       | Buffalo Sabres                                  | Spokane Chiefs (WHL)                   |
| 56. | Craig Fisher        | Kanada             | LW       | Philadelphia Flyers                             | Oshawa Legionaires (MetJBHL)           |
| 57. | Duane Derksen       | Kanada             | G        | Washington Capitals                             | Winkler Flyers (MJHL)                  |
| 58. | Danny Lorenz        | Kanada             | G        | New York Islanders                              | Seattle Thunderbirds (WHL)             |
| 59. | Petr Hrbek          | Tschechoslowakei   | C        | Detroit Red Wings                               | Sparta ČKD Prag (1. Liga)              |
| 60. | Steve Heinze        | Vereinigte Staaten | RW       | Boston Bruins                                   | Lawrence Academy (US High School)      |
| 61. | Collin Bauer        | Kanada             | D        | Edmonton Oilers                                 | Saskatoon Blades (WHL)                 |
| 62. | Daniel Gauthier     | Kanada             | C        | Pittsburgh Penguins (von Canadiens de Montréal) | Tigres de Victoriaville (LHJMQ)        |
| 63. | Dominic Roussel     | Kanada             | G        | Philadelphia Flyers (von Calgary Flames)        | Draveurs de Trois-Rivières (LHJMQ)     |

### Runde 4
| #   | Spieler          | Nationalität       | Position | NHL-Team                                                               | College-/Junioren-/Profi-Team                |
| --- | ---------------- | ------------------ | -------- | ---------------------------------------------------------------------- | -------------------------------------------- |
| 64. | Jeff Stolp       | Vereinigte Staaten | G        | Minnesota North Stars (von Minnesota North Stars) via New York Rangers | Greenway High (US High School)               |
| 65. | Matt Ruchty      | Kanada             | LW       | New Jersey Devils (von Vancouver Canucks)                              | Bowling Green State University (NCAA)        |
| 66. | Darin Kimble     | Kanada             | C        | Nordiques de Québec                                                    | Prince Albert Raiders (WHL)                  |
| 67. | Mark Recchi      | Kanada             | RW       | Pittsburgh Penguins                                                    | Kamloops Blazers (WHL)                       |
| 68. | Tony Amonte      | Vereinigte Staaten | RW       | New York Rangers                                                       | Thayer Academy (US High School)              |
| 69. | Ted Crowley      | Vereinigte Staaten | D        | Toronto Maple Leafs                                                    | Lawrence Academy (US High School)            |
| 70. | Rob Blake        | Kanada             | D        | Los Angeles Kings                                                      | Bowling Green State University (NCAA)        |
| 71. | Stefan Elvenes   | Schweden           | RW       | Chicago Blackhawks                                                     | Rögle BK (Division 1)                        |
| 72. | Jaan Luik        | Kanada             | D        | St. Louis Blues (von St. Louis Blues via New York Rangers)             | Miami University (NCAA)                      |
| 73. | Brian Hunt       | Kanada             | C        | Winnipeg Jets                                                          | Oshawa Generals (OHL)                        |
| 74. | Dean Dyer        | Kanada             | C        | Hartford Whalers                                                       | Lake Superior State University (NCAA)        |
| 75. | Scott Luik       | Kanada             | RW       | New Jersey Devils                                                      | Miami University (NCAA)                      |
| 76. | Keith Carney     | Vereinigte Staaten | D        | Buffalo Sabres                                                         | Mount Saint Charles Academy (US High School) |
| 77. | Scott LaGrand    | Vereinigte Staaten | G        | Philadelphia Flyers                                                    | Hotchkiss Academy (US High School)           |
| 78. | Rob Krauss       | Kanada             | D        | Washington Capitals                                                    | Lethbridge Broncos (WHL)                     |
| 79. | André Brassard   | Kanada             | D        | New York Islanders                                                     | Draveurs de Trois-Rivières (LHJMQ)           |
| 80. | Sheldon Kennedy  | Kanada             | RW       | Detroit Red Wings                                                      | Swift Current Broncos (WHL)                  |
| 81. | Joé Juneau       | Kanada             | C        | Boston Bruins                                                          | Rensselaer Polytechnic Institute (NCAA)      |
| 82. | Cam Brauer       | Kanada             | D        | Edmonton Oilers                                                        | Rensselaer Polytechnic Institute (NCAA)      |
| 83. | Patric Kjellberg | Schweden           | LW       | Canadiens de Montréal                                                  | Falu IF (Division 1)                         |
| 84. | Gary Socha       | Vereinigte Staaten | C        | Calgary Flames                                                         | Tabor Academy (US High School)               |

### Runde 5
| #    | Spieler              | Nationalität       | Position | NHL-Team                                                   | College-/Junioren-/Profi-Team           |
| ---- | -------------------- | ------------------ | -------- | ---------------------------------------------------------- | --------------------------------------- |
| 85.  | Tomas Forslund       | Schweden           | RW       | Calgary Flames (von Minnesota North Stars)                 | Leksands IF (Elitserien)                |
| 86.  | Len Esau             | Kanada             | D        | Toronto Maple Leafs (von Vancouver Canucks)                | Humboldt Broncos (SJHL)                 |
| 87.  | Stéphane Venne       | Kanada             | D        | Nordiques de Québec                                        | University of Vermont (NCAA)            |
| 88.  | Greg Andrusak        | Kanada             | D        | Pittsburgh Penguins                                        | University of Minnesota Duluth (NCAA)   |
| 89.  | Alexander Mogilny    | Sowjetunion        | RW       | Buffalo Sabres (von New York Rangers)                      | ZSKA Moskau (Wysschaja Liga)            |
| 90.  | Scott Matusovich     | Vereinigte Staaten | D        | Calgary Flames (von Toronto Maple Leafs)                   | Canterbury High (US High School)        |
| 91.  | Jeff Robison         | Vereinigte Staaten | D        | Los Angeles Kings                                          | Mount St. Charles High (US High School) |
| 92.  | Joe Cleary           | Vereinigte Staaten | D        | Chicago Blackhawks                                         | Stratford Cullitons (MWJHL)             |
| 93.  | Peter Popovic        | Schweden           | D        | Canadiens de Montréal (von St. Louis Blues)                | Västerås IK (Division 1)                |
| 94.  | Tony Joseph          | Kanada             | RW       | Winnipeg Jets                                              | Oshawa Generals (OHL)                   |
| 95.  | Scott Morrow         | Vereinigte Staaten | LW       | Hartford Whalers                                           | Northwood Prep (US High School)         |
| 96.  | Chris Nelson         | Vereinigte Staaten | D        | New Jersey Devils                                          | Rochester Mustangs (USHL)               |
| 97.  | Rob Ray              | Kanada             | RW       | Buffalo Sabres                                             | Cornwall Royals (OHL)                   |
| 98.  | Ed O’Brien           | Vereinigte Staaten | LW       | Philadelphia Flyers                                        | Cushing Academy (US High School)        |
| 99.  | Martin Bergeron      | Kanada             | C        | New York Rangers (von Washington Capitals)                 | Voltigeurs de Drummondville (LHJMQ)     |
| 100. | Paul Rutherford      | Kanada             | C        | New York Islanders                                         | Ohio State University (NCAA)            |
| 101. | Ben Lebeau           | Kanada             | LW       | Winnipeg Jets (von Detroit Red Wings via New York Rangers) | Merrimack College (NCAA)                |
| 102. | Dan Murphy           | Vereinigte Staaten | D        | Boston Bruins                                              | Gunnery Prep (US High School)           |
| 103. | Don Martin           | Kanada             | D        | Edmonton Oilers                                            | London Knights (OHL)                    |
| 104. | Jean-Claude Bergeron | Kanada             | G        | Canadiens de Montréal                                      | Canadien junior de Verdun (LHJMQ)       |
| 105. | Dave LaCouture       | Vereinigte Staaten | LW       | St. Louis Blues (von Calgary Flames)                       | Natick High (US High School)            |

### Runde 6
| #    | Spieler             | Nationalität       | Position | NHL-Team                                     | College-/Junioren-/Profi-Team         |
| ---- | ------------------- | ------------------ | -------- | -------------------------------------------- | ------------------------------------- |
| 106. | David DiVita        | Vereinigte Staaten | D        | Buffalo Sabres (von Minnesota North Stars)   | Lake Superior State University (NCAA) |
| 107. | Corrie D’Alessio    | Kanada             | G        | Vancouver Canucks                            | Cornell University (NCAA)             |
| 108. | Ed Ward             | Kanada             | RW       | Nordiques de Québec                          | Northern Michigan University (NCAA)   |
| 109. | Micah Aivazoff      | Kanada             | C        | Los Angeles Kings (von Pittsburgh Penguins)  | Victoria Cougars (WHL)                |
| 110. | Dennis Vial         | Kanada             | D        | New York Rangers                             | Hamilton Steelhawks (OHL)             |
| 111. | Pavel Gross         | Tschechoslowakei   | C        | New York Islanders (von Toronto Maple Leafs) | Sparta ČKD Prag (1. Liga)             |
| 112. | Robert Larsson      | Schweden           | D        | Los Angeles Kings                            | Skellefteå HC (Elitserien)            |
| 113. | Justin Lafayette    | Kanada             | C        | Chicago Blackhawks                           | Ferris State University (NCAA)        |
| 114. | Dan Fowler          | Kanada             | D        | St. Louis Blues                              | University of Maine (NCAA)            |
| 115. | Ron Jones           | Vereinigte Staaten | RW       | Winnipeg Jets                                | Windsor Compuware Spitfires (OHL)     |
| 116. | Corey Beaulieu      | Kanada             | D        | Hartford Whalers                             | Seattle Thunderbirds (WHL)            |
| 117. | Chad Johnson        | Vereinigte Staaten | C        | New Jersey Devils                            | Rochester Mustangs (USHL)             |
| 118. | Mike McLaughlin     | Vereinigte Staaten | LW       | Buffalo Sabres                               | Choate Rosemary Hall (US High School) |
| 119. | Gord Frantti        | Vereinigte Staaten | D        | Philadelphia Flyers                          | Calumet High (US High School)         |
| 120. | Dmytro Chrystytsch  | Sowjetunion        | RW       | Washington Capitals                          | Sokol Kiew (Wysschaja Liga)           |
| 121. | Jason Rathbone      | Vereinigte Staaten | RW       | New York Islanders                           | Brookline High (US High School)       |
| 122. | Phil Von Stefenelli | Kanada             | D        | Vancouver Canucks (von Detroit Red Wings)    | Boston University (NCAA)              |
| 123. | Derek Geary         | Vereinigte Staaten | RW       | Boston Bruins                                | Gloucester High (US High School)      |
| 124. | Len Barrie          | Kanada             | C        | Edmonton Oilers                              | Victoria Cougars (WHL)                |
| 125. | Patrik Carnbäck     | Schweden           | RW       | Canadiens de Montréal                        | Västra Frölunda (Division 1)          |
| 126. | Jonas Bergqvist     | Schweden           | RW       | Calgary Flames                               | Leksands IF (Elitserien)              |

### Runde 7
| #    | Spieler         | Nationalität       | Position | NHL-Team                                  | College-/Junioren-/Profi-Team            |
| ---- | --------------- | ------------------ | -------- | ----------------------------------------- | ---------------------------------------- |
| 127. | Markus Åkerblom | Schweden           | RW       | Winnipeg Jets (von Minnesota North Stars) | IF Björklöven (Elitserien)               |
| 128. | Dixon Ward      | Kanada             | RW       | Vancouver Canucks                         | Red Deer Rustlers (AJHL)                 |
| 129. | Waleri Kamenski | Sowjetunion        | LW       | Nordiques de Québec                       | ZSKA Moskau (Wysschaja Liga)             |
| 130. | Troy Mick       | Kanada             | D        | Pittsburgh Penguins                       | Portland Winter Hawks (WHL)              |
| 131. | Mike Rosati     | Kanada             | G        | New York Rangers                          | Hamilton Steelhawks (OHL)                |
| 132. | Matt Mallgrave  | Vereinigte Staaten | C        | Toronto Maple Leafs                       | St. Paul’s High (US High School)         |
| 133. | Jeff Kruesel    | Vereinigte Staaten | G        | Los Angeles Kings                         | John Marshall High (US High School)      |
| 134. | Craig Woodcroft | Kanada             | RW       | Chicago Blackhawks                        | Colgate University (NCAA)                |
| 135. | Matt Hayes      | Vereinigte Staaten | D        | St. Louis Blues                           | New Hampton Prep (US High School)        |
| 136. | Jukka Marttila  | Finnland           | D        | Winnipeg Jets                             | Tappara Tampere (SM-liiga)               |
| 137. | Kerry Russell   | Kanada             | C        | Hartford Whalers                          | Michigan State University (NCAA)         |
| 138. | Chad Erickson   | Vereinigte Staaten | G        | New Jersey Devils                         | Warroad High (US High School)            |
| 139. | Mike Griffith   | Kanada             | RW       | Buffalo Sabres                            | Ottawa 67’s (OHL)                        |
| 140. | Jamie Cooke     | Kanada             | RW       | Philadelphia Flyers                       | Bramalea Blues (MetJBHL)                 |
| 141. | Keith Jones     | Kanada             | RW       | Washington Capitals                       | Niagara Falls Canucks (GHJHL)            |
| 142. | Yves Gaucher    | Kanada             | LW       | New York Islanders                        | Saguenéens de Chicoutimi (LHJMQ)         |
| 143. | Kelly Hurd      | Kanada             | RW       | Detroit Red Wings                         | Michigan Technological University (NCAA) |
| 144. | Brad Schlegel   | Kanada             | D        | Washington Capitals (von Boston Bruins)   | London Knights (OHL)                     |
| 145. | Mike Glover     | Kanada             | RW       | Edmonton Oilers                           | Sault Ste. Marie Greyhounds (OHL)        |
| 146. | Tim Chase       | Vereinigte Staaten | D        | Canadiens de Montréal                     | Tabor Academy (US High School)           |
| 147. | Stefan Nilsson  | Schweden           | RW       | Calgary Flames                            | HV71 (Elitserien)                        |

### Runde 8
| #    | Spieler         | Nationalität       | Position | NHL-Team              | College-/Junioren-/Profi-Team          |
| ---- | --------------- | ------------------ | -------- | --------------------- | -------------------------------------- |
| 148. | Ken MacArthur   | Kanada             | D        | Minnesota North Stars | University of Denver (NCAA)            |
| 149. | Greg Geldart    | Kanada             | C        | Vancouver Canucks     | St. Albert Saints (AJHL)               |
| 150. | Sakari Lindfors | Finnland           | G        | Nordiques de Québec   | HIFK Helsinki (SM-liiga)               |
| 151. | Jeff Blaeser    | Vereinigte Staaten | LW       | Pittsburgh Penguins   | St. John’s Prep (US High School)       |
| 152. | Eric Couvrette  | Kanada             | LW       | New York Rangers      | Castors de Saint-Jean (LHJMQ)          |
| 153. | Roger Elvenes   | Schweden           | C        | Toronto Maple Leafs   | Rögle BK (Division 1)                  |
| 154. | Timo Peltomaa   | Finnland           | RW       | Los Angeles Kings     | Ilves Tampere (SM-liiga)               |
| 155. | Jon Pojar       | Vereinigte Staaten | LW       | Chicago Blackhawks    | Roseville High (US High School)        |
| 156. | John McCoy      | Vereinigte Staaten | LW       | St. Louis Blues       | Edina High (US High School)            |
| 157. | Mark Smith      | Vereinigte Staaten | LW       | Winnipeg Jets         | Trinity High (US High School)          |
| 158. | Jim Burke       | Vereinigte Staaten | D        | Hartford Whalers      | University of Maine (NCAA)             |
| 159. | Bryan LaFort    | Vereinigte Staaten | G        | New Jersey Devils     | Waltham High (US High School)          |
| 160. | Dan Ruoho       | Vereinigte Staaten | LW       | Buffalo Sabres        | Madison Memorial High (US High School) |
| 161. | Johan Sälle     | Schweden           | D        | Philadelphia Flyers   | Örebro IK (Division 1)                 |
| 162. | Todd Hilditch   | Kanada             | D        | Washington Capitals   | Penticton Knights (BCJHL)              |
| 163. | Marty McInnis   | Vereinigte Staaten | LW       | New York Islanders    | Milton Academy (US High School)        |
| 164. | Brian McCormack | Vereinigte Staaten | D        | Detroit Red Wings     | St. Paul’s High (US High School)       |
| 165. | Mark Krys       | Kanada             | D        | Boston Bruins         | Boston University (NCAA)               |
| 166. | Shjon Podein    | Vereinigte Staaten | LW       | Edmonton Oilers       | University of Minnesota Duluth (NCAA)  |
| 167. | Sean Hill       | Vereinigte Staaten | D        | Canadiens de Montréal | Duluth East High (US High School)      |
| 168. | Troy Kennedy    | Kanada             | LW       | Calgary Flames        | Brandon Wheat Kings (WHL)              |

### Runde 9
| #    | Spieler         | Nationalität       | Position | NHL-Team                                  | College-/Junioren-/Profi-Team               |
| ---- | --------------- | ------------------ | -------- | ----------------------------------------- | ------------------------------------------- |
| 169. | Travis Richards | Vereinigte Staaten | D        | Minnesota North Stars                     | Armstrong High (US High School)             |
| 170. | Roger Åkerström | Schweden           | D        | Vancouver Canucks                         | Luleå HF (Elitserien)                       |
| 171. | Dan Wiebe       | Kanada             | LW       | Nordiques de Québec                       | University of Alberta (CIAU)                |
| 172. | Rob Gaudreau    | Vereinigte Staaten | RW       | Pittsburgh Penguins                       | Bishop Hendricken High (US High School)     |
| 173. | Patrick Forrest | Vereinigte Staaten | D        | New York Islanders (von New York Rangers) | St. Cloud State University (NCAA)           |
| 174. | Mike Delay      | Vereinigte Staaten | D        | Toronto Maple Leafs                       | Canterbury High (US High School)            |
| 175. | Jim Larkin      | Vereinigte Staaten | LW       | Los Angeles Kings                         | Mount Saint Joseph Academy (US High School) |
| 176. | Matt Hentges    | Vereinigte Staaten | D        | Chicago Blackhawks                        | Edina High (US High School)                 |
| 177. | Tony Twist      | Kanada             | LW       | St. Louis Blues                           | Saskatoon Blades (WHL)                      |
| 178. | Mike Helber     | Vereinigte Staaten | C        | Winnipeg Jets                             | Ann Arbor High (US High School)             |
| 179. | Mark Hirth      | Vereinigte Staaten | C        | Hartford Whalers                          | Michigan State University (NCAA)            |
| 180. | Sergei Swetlow  | Sowjetunion        | RW       | New Jersey Devils                         | Dynamo Moskau (Wysschaja Liga)              |
| 181. | Wade Flaherty   | Kanada             | G        | Buffalo Sabres                            | Victoria Cougars (WHL)                      |
| 182. | Brian Arthur    | Kanada             | D        | Philadelphia Flyers                       | Etobicoke Capitals (CJBHL)                  |
| 183. | Petr Pavlas     | Tschechoslowakei   | D        | Washington Capitals                       | Dukla Trenčín (1. Liga)                     |
| 184. | Jeff Blumer     | Vereinigte Staaten | RW       | New York Islanders                        | University of St. Thomas (NCAA)             |
| 185. | Jody Praznik    | Kanada             | D        | Detroit Red Wings                         | Colorado College (NCAA)                     |
| 186. | Jon Rohloff     | Vereinigte Staaten | D        | Boston Bruins                             | Grand Rapids High (US High School)          |
| 187. | Tom Cole        | Vereinigte Staaten | G        | Edmonton Oilers                           | Woburn High (US High School)                |
| 188. | Harijs Vītoliņš | Sowjetunion        | C        | Canadiens de Montréal                     | Dinamo Riga (Wysschaja Liga)                |
| 189. | Brett Petersen  | Vereinigte Staaten | D        | Calgary Flames                            | St. Paul Vulcans (USHL)                     |

### Runde 10
| #    | Spieler            | Nationalität       | Position | NHL-Team                                      | College-/Junioren-/Profi-Team           |
| ---- | ------------------ | ------------------ | -------- | --------------------------------------------- | --------------------------------------- |
| 190. | Ari Matilainen     | Finnland           | RW       | Minnesota North Stars                         | Ässät Pori (SM-liiga)                   |
| 191. | Paul Constantin    | Kanada             | LW       | Vancouver Canucks                             | Burlington Cougars (CJBHL)              |
| 192. | Mark Sorensen      | Kanada             | D        | Washington Capitals (von Nordiques de Québec) | University of Michigan (NCAA)           |
| 193. | Don Pancoe         | Kanada             | D        | Pittsburgh Penguins                           | Hamilton Steelhawks (OHL)               |
| 194. | Paul Cain          | Kanada             | C        | New York Rangers                              | Cornwall Royals (OHL)                   |
| 195. | David Sacco        | Vereinigte Staaten | C        | Toronto Maple Leafs                           | Medford High (US High School)           |
| 196. | Brad Hyatt         | Kanada             | D        | Los Angeles Kings                             | Windsor Compuware Spitfires (OHL)       |
| 197. | Daniel Maurice     | Kanada             | C        | Chicago Blackhawks                            | Saguenéens de Chicoutimi (LHJMQ)        |
| 198. | Bret Hedican       | Vereinigte Staaten | D        | St. Louis Blues                               | North St. Paul High (US High School)    |
| 199. | Pawel Kostitschkin | Sowjetunion        | RW       | Winnipeg Jets                                 | ZSKA Moskau (Wysschaja Liga)            |
| 200. | Wayde Bucsis       | Kanada             | LW       | Hartford Whalers                              | Prince Albert Raiders (WHL)             |
| 201. | Bob Woods          | Kanada             | D        | New Jersey Devils                             | Brandon Wheat Kings (WHL)               |
| 202. | Eric Fenton        | Vereinigte Staaten | RW       | New York Rangers (von Buffalo Sabres)         | North Yarmouth Academy (US High School) |
| 203. | Jeff Dandreta      | Vereinigte Staaten | RW       | Philadelphia Flyers                           | Cushing Academy (US High School)        |
| 204. | Claudio Scremin    | Kanada             | D        | Washington Capitals                           | University of Maine (NCAA)              |
| 205. | Jeffery Kampersal  | Vereinigte Staaten | D        | New York Islanders                            | St. John’s Prep (US High School)        |
| 206. | Glen Goodall       | Kanada             | C        | Detroit Red Wings                             | Seattle Thunderbirds (WHL)              |
| 207. | Alexander Semak    | Sowjetunion        | C        | New Jersey Devils (von Boston Bruins)         | Dynamo Moskau (Wysschaja Liga)          |
| 208. | Wladimir Subkow    | Sowjetunion        | D        | Edmonton Oilers                               | ZSKA Moskau (Wysschaja Liga)            |
| 209. | Jurij Krywachischa | Sowjetunion        | D        | Canadiens de Montréal                         | Dinamo Minsk (Perwaja Liga)             |
| 210. | Guy Darveau        | Kanada             | D        | Calgary Flames                                | Tigres de Victoriaville (LHJMQ)         |

### Runde 11
| #    | Spieler          | Nationalität       | Position | NHL-Team              | College-/Junioren-/Profi-Team            |
| ---- | ---------------- | ------------------ | -------- | --------------------- | ---------------------------------------- |
| 211. | Grant Bischoff   | Vereinigte Staaten | LW       | Minnesota North Stars | University of Minnesota (NCAA)           |
| 212. | Chris Wolanin    | Vereinigte Staaten | D        | Vancouver Canucks     | University of Illinois at Chicago (NCAA) |
| 213. | Alexei Gussarow  | Sowjetunion        | D        | Nordiques de Québec   | ZSKA Moskau (Wysschaja Liga)             |
| 214. | Cory Laylin      | Vereinigte Staaten | LW       | Pittsburgh Penguins   | St. Cloud Apollo High (US High School)   |
| 215. | Peter Fiorentino | Kanada             | D        | New York Rangers      | Sault Ste. Marie Greyhounds (OHL)        |
| 216. | Mike Gregorio    | Vereinigte Staaten | G        | Toronto Maple Leafs   | Cushing Academy (US High School)         |
| 217. | Doug Laprade     | Kanada             | RW       | Los Angeles Kings     | Lake Superior State University (NCAA)    |
| 218. | Dirk Tenzer      | Vereinigte Staaten | D        | Chicago Blackhawks    | St. Paul’s High (US High School)         |
| 219. | Heath DeBoer     | Vereinigte Staaten | D        | St. Louis Blues       | Spring Lake Park High (US High School)   |
| 220. | Kevin Heise      | Kanada             | LW       | Winnipeg Jets         | Lethbridge Hurricanes (WHL)              |
| 221. | Rob White        | Kanada             | D        | Hartford Whalers      | St. Lawrence University (NCAA)           |
| 222. | Chuck Hughes     | Vereinigte Staaten | G        | New Jersey Devils     | Catholic Memorial High (US High School)  |
| 223. | Tom Nieman       | Vereinigte Staaten | C        | Buffalo Sabres        | Choate Rosemary Hall (US High School)    |
| 224. | Scott Billey     | Vereinigte Staaten | RW       | Philadelphia Flyers   | Madison Capitols (USHL)                  |
| 225. | Chris Venkus     | Vereinigte Staaten | RW       | Washington Capitals   | Western Michigan University (NCAA)       |
| 226. | Phil Neururer    | Vereinigte Staaten | D        | New York Islanders    | Osseo High (US High School)              |
| 227. | Darren Colbourne | Kanada             | RW       | Detroit Red Wings     | Cornwall Royals (OHL)                    |
| 228. | Eric Reisman     | Vereinigte Staaten | D        | Boston Bruins         | Ohio State University (NCAA)             |
| 229. | Darin MacDonald  | Kanada             | LW       | Edmonton Oilers       | Boston University (NCAA)                 |
| 230. | Kevin Dahl       | Kanada             | D        | Canadiens de Montréal | Bowling Green State University (NCAA)    |
| 231. | Dave Tretowicz   | Vereinigte Staaten | D        | Calgary Flames        | Clarkson University (NCAA)               |

### Runde 12
| #    | Spieler         | Nationalität       | Position | NHL-Team              | College-/Junioren-/Profi-Team          |
| ---- | --------------- | ------------------ | -------- | --------------------- | -------------------------------------- |
| 232. | Trent Andison   | Kanada             | LW       | Minnesota North Stars | Cornell University (NCAA)              |
| 233. | Stefan Nilsson  | Schweden           | RW       | Vancouver Canucks     | IF Troja-Ljungby (Division 1)          |
| 234. | Claude Lapointe | Kanada             | C        | Nordiques de Québec   | Titan de Laval (LHJMQ)                 |
| 235. | Darren Stolk    | Kanada             | D        | Pittsburgh Penguins   | Lethbridge Broncos (WHL)               |
| 236. | Keith Slifstein | Vereinigte Staaten | RW       | New York Rangers      | Choate Rosemary Hall (US High School)  |
| 237. | Peter DeBoer    | Kanada             | C        | Toronto Maple Leafs   | Windsor Compuware Spitfires (OHL)      |
| 238. | Joe Flanagan    | Vereinigte Staaten | C        | Los Angeles Kings     | Canterbury High (US High School)       |
| 239. | Andreas Lupzig  | Deutschland BR     | LW       | Chicago Blackhawks    | EV Landshut (Bundesliga)               |
| 240. | Mike Francis    | Vereinigte Staaten | G        | St. Louis Blues       | Harvard University (NCAA)              |
| 241. | Kyle Galloway   | Kanada             | D        | Winnipeg Jets         | University of Manitoba (CIAU)          |
| 242. | Dan Slatalla    | Vereinigte Staaten | C        | Hartford Whalers      | Deerfield Academy (US High School)     |
| 243. | Michael Pohl    | Deutschland BR     | C        | New Jersey Devils     | SB Rosenheim (Bundesliga)              |
| 244. | Bobby Wallwork  | Vereinigte Staaten | LW       | Buffalo Sabres        | Miami University (NCAA)                |
| 245. | Drahomír Kadlec | Tschechoslowakei   | D        | Philadelphia Flyers   | Dukla Jihlava (1. Liga)                |
| 246. | Ron Pascucci    | Vereinigte Staaten | D        | Washington Capitals   | Belmont Hill High (US High School)     |
| 247. | Joe Capprini    | Vereinigte Staaten | G        | New York Islanders    | Babson College (NCAA)                  |
| 248. | Don Stone       | Vereinigte Staaten | C        | Detroit Red Wings     | University of Michigan (NCAA)          |
| 249. | Doug Jones      | Kanada             | D        | Boston Bruins         | Kitchener Rangers (OHL)                |
| 250. | Tim Tisdale     | Kanada             | C        | Edmonton Oilers       | Swift Current Broncos (WHL)            |
| 251. | David Kunda     | Kanada             | D        | Canadiens de Montréal | University of Guelph (CIAU)            |
| 252. | Sergei Prjachin | Sowjetunion        | RW       | Calgary Flames        | Krylja Sowetow Moskau (Wysschaja Liga) |

## Statistik
| Rang | Nationalität       | Anzahl |
| ---- | ------------------ | ------ |
|      | Nordamerika        | 213    |
| 1.   | Kanada             | 131    |
| 2.   | Vereinigte Staaten | 82     |
|      | Europa             | 39     |
| 3.   | Schweden           | 14     |
| 4.   | Sowjetunion        | 11     |
| 5.   | Finnland           | 7      |
| 6.   | Tschechoslowakei   | 5      |
| 7.   | BR Deutschland     | 2      |

| Rang | Position             | Anzahl |
| ---- | -------------------- | ------ |
| 1.   | Verteidiger          | 88     |
| 2.   | rechte Flügelstürmer | 52     |
| 3.   | linke Flügelstürmer  | 47     |
| 4.   | Center               | 42     |
| 5.   | Torhüter             | 23     |

| Rang | Liga                                            | Anzahl |
| ---- | ----------------------------------------------- | ------ |
| 1.   | US High School                                  | 57     |
| 2.   | National Collegiate Athletic Association (NCAA) | 48     |
| 3.   | Ontario Hockey League (OHL)                     | 33     |
| 4.   | Western Hockey League (WHL)                     | 30     |
| 5.   | Ligue de hockey junior majeur du Québec (LHJMQ) | 22     |
| 6.   | Wysschaja Liga                                  | 10     |
| 7.   | Division 1                                      | 8      |
| 8.   | Elitserien                                      | 6      |
| 9.   | 1. Liga                                         | 5      |
| 10.  | SM-liiga                                        | 4      |
| 10.  | United States Hockey League (USHL)              | 4      |
| 12.  | Canadian Interuniversity Athletics Union (CIAU) | 3      |
| 12.  | Manitoba Junior Hockey League (MJHL)            | 3      |
| 14.  | Alberta Junior Hockey League (AJHL)             | 2      |
| 14.  | British Columbia Junior Hockey League (BCJHL)   | 2      |
| 14.  | Bundesliga                                      | 2      |
| 14.  | Canadian Junior B Hockey League (CJBHL)         | 2      |
| 14.  | A-nuorten SM-sarja                              | 2      |
| 14.  | Metro Junior B Hockey League (MetJBHL)          | 2      |
| 20.  | I-divisioona                                    | 1      |
| 20.  | Canadian High School                            | 1      |
| 20.  | Golden Horseshoe Junior Hockey League (GHJHL)   | 1      |
| 20.  | Mid-Western Junior Hockey League (MWJHL)        | 1      |
| 20.  | New England Junior Hockey League (NEJHL)        | 1      |
| 20.  | Perwaja Liga                                    | 1      |
| 20.  | Saskatchewan Junior Hockey League (SJHL)        | 1      |

## Rückblick

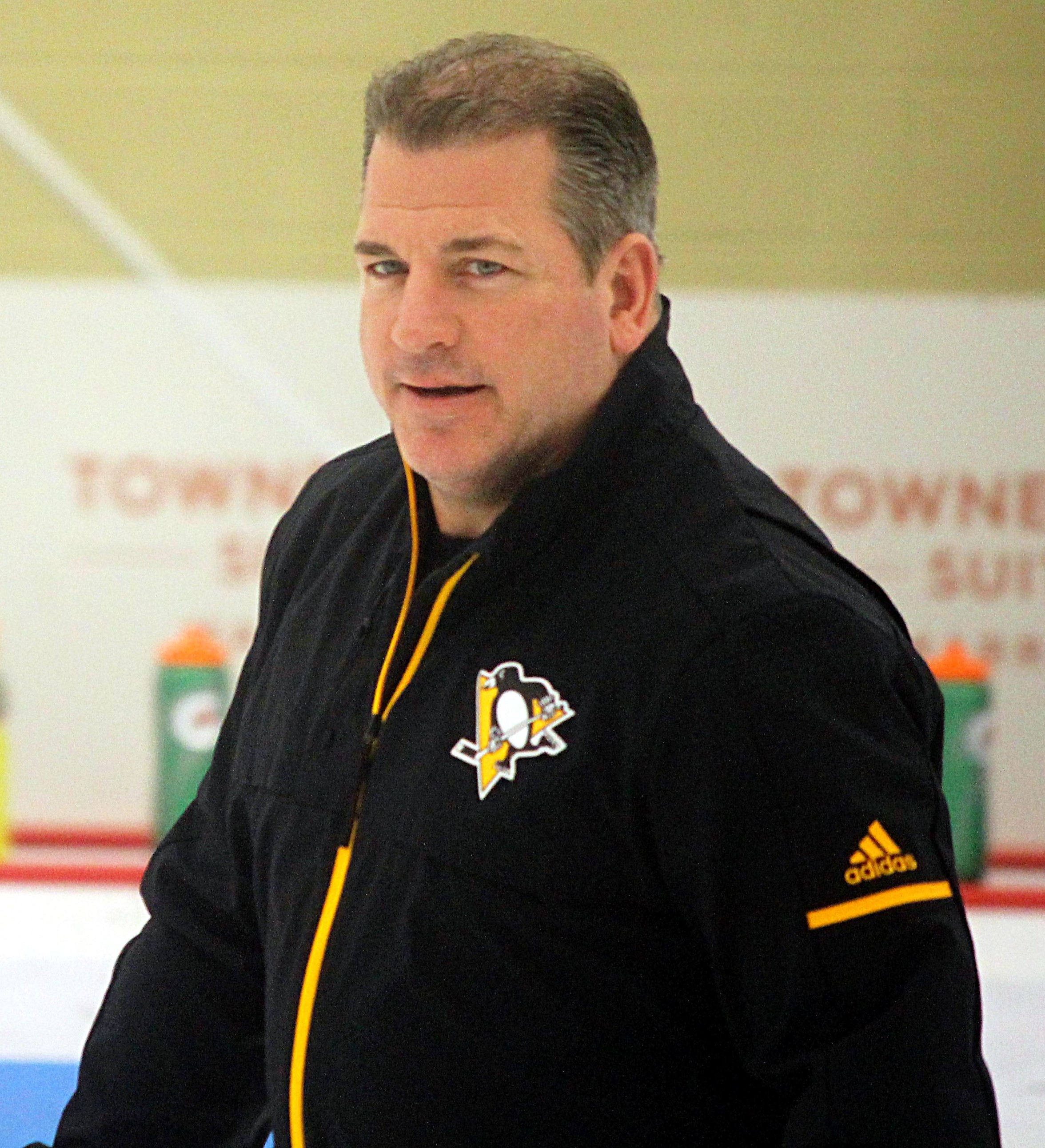
Mark Recchi, statistisch bester Spieler dieses Jahrgangs

Alle Spieler dieses Draft-Jahrgangs haben ihre Profikarrieren beendet. Die Tabellen zeigen die jeweils fünf besten Akteure in den Kategorien Spiele, Tore, Vorlagen und Scorerpunkte sowie die drei Torhüter mit den meisten Siegen in der NHL. Darüber hinaus haben 95 der 252 gewählten Spieler (ca. 38 %) mindestens eine NHL-Partie bestritten.
Abkürzungen: Sp = Spiele, T = Tore, V = Assists, Pkt = Scorerpunkte, S = Siege; Fett: Bestwert
| Pick | Spieler           | Position | Sp   | T   | V   | Pkt  |
| ---- | ----------------- | -------- | ---- | --- | --- | ---- |
| 67.  | Mark Recchi       | RW       | 1652 | 577 | 956 | 1533 |
| 10.  | Teemu Selänne     | RW       | 1451 | 684 | 773 | 1457 |
| 1.   | Mike Modano       | C        | 1499 | 561 | 813 | 1374 |
| 8.   | Jeremy Roenick    | C        | 1363 | 513 | 703 | 1216 |
| 9.   | Rod Brind’Amour   | C        | 1484 | 452 | 732 | 1184 |
| 89.  | Alexander Mogilny | RW       | 990  | 473 | 559 | 1032 |
| 2.   | Trevor Linden     | C        | 1382 | 375 | 492 | 867  |

| Pick | Spieler         | Sp  | S   |
| ---- | --------------- | --- | --- |
| 24.  | Stéphane Fiset  | 390 | 164 |
| 63.  | Dominic Roussel | 205 | 77  |
| 181. | Wade Flaherty   | 120 | 27  |